# Triángulo rosa

Un triángulo rosa en su orientación tradicional.

El triángulo rosa ha sido un símbolo para varias identidades LGBTQ: pensado  inicialmente como una insignia de vergüenza, luego fue reclamado como un símbolo positivo de identidad propia. En la Alemania nazi en la década de 1930 y 1940, comenzó como una de las insignias del campo de concentración nazi, distinguiendo a los encarcelados porque las autoridades los habían identificado como hombres homosexuales, una categoría que también incluía a hombres bisexuales y mujeres transgénero. En la década de 1970, resurgió como un símbolo de protesta contra la homofobia y del activismo gay, y desde entonces ha sido adoptado por la comunidad LGBTQ como un símbolo popular del orgullo y el movimiento de derechos LGBTQ.

## Historia

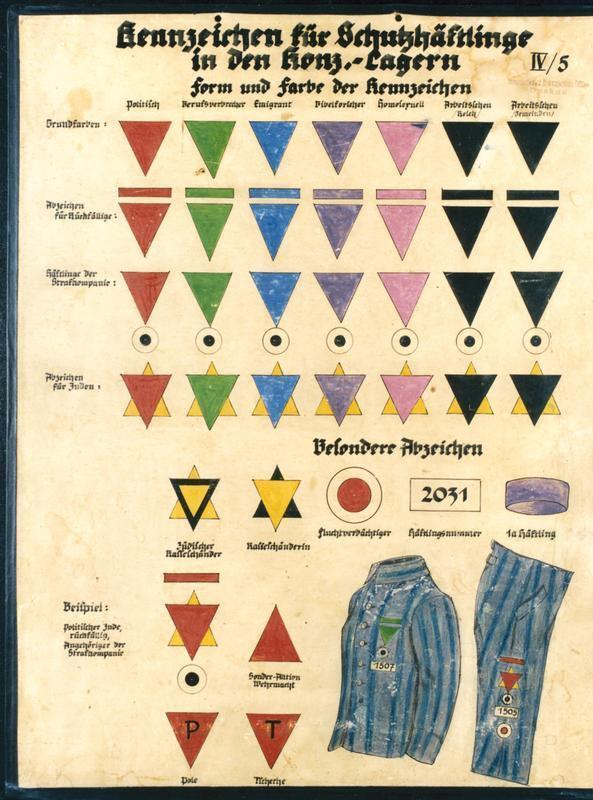
Esquema de clasificación de prisioneros en los campos de concentración

### Identificación nazi de prisioneros
En los campos de concentración y de exterminio nazis, a cada prisionero se le exigía que usara una insignia de tela triangular equilátera apuntando hacia abajo en su pecho, cuyo color identificaba la razón de su encarcelamiento. Inicialmente, los prisioneros homosexuales varones fueron identificados con un triángulo verde (indicando criminales) o un triángulo rojo (presos políticos), el número 175 (refiriéndose al artículo 175, la sección del código penal alemán que criminaliza la actividad homosexual), o la letra A (que significaba Arschficker, literalmente "cogedor anal").
Más tarde, se estableció el uso de un triángulo rosa para los presos identificados como hombres homosexuales, que también incluían hombres bisexuales y mujeres transgénero (las mujeres lesbianas y bisexuales y los hombres trans no fueron encarcelados sistemáticamente; algunos sí que lo fueron y se les clasificó como "asociales", con un triángulo negro). El triángulo rosa también fue asignado a delincuentes sexuales, como violadores y pedófilos. Si un prisionero también era identificado como judío, el triángulo se superponía sobre un segundo triángulo amarillo que apunta en sentido opuesto, para parecerse a la Estrella de David como la insignia amarilla que identificaba a otros judíos. Los presos que llevaban un triángulo rosa fueron tratados con dureza, incluso por otros presos, particularmente los kapos. 
Si bien el número de prisioneros con un triángulo rosa en los campos de concentración nazis es difícil de estimar, Richard Plant, autor de The Pink Triangle: The Nazi War Against Homosexuals, da una estimación aproximada del número de condenados por homosexualidad "entre 1933 y 1944 de 50,000 a 63,000".

### Tras la Segunda Guerra Mundial
Después de que los campos fueron liberados al final de la Segunda Guerra Mundial, muchos de los prisioneros encarcelados por homosexualidad fueron reencarcelados por la República Federal de Alemania establecida por los Aliados. Un hombre abiertamente homosexual llamado Heinz Dörmer, por ejemplo, sirvió en un campo de concentración nazi y luego en las cárceles de la nueva República. Las enmiendas nazis al artículo 175, que convirtieron la homosexualidad de un delito menor en un delito grave, permanecieron intactas en Alemania Oriental hasta 1968 y en Alemania Occidental hasta 1969. La RFA continuó encarcelando a los identificados como homosexuales hasta 1994 bajo una versión revisada del artículo, que todavía hacía que las relaciones sexuales entre hombres hasta la edad de 21 años, así como la prostitución homosexual masculina, fueran ilegales. Si bien las demandas por compensación monetaria han fallado, en 2002 el gobierno alemán emitió una disculpa oficial a la comunidad LGBTQ.
En el año 2000 se conocían menos de diez prisioneros vivos que llevaron un triángulo rosa. Rudolf Brazda, uno de los últimos sobrevivientes de campos de concentración homosexuales conocidos, murió el 3 de agosto de 2011 a la edad de 98 años.
En el 2000, Rob Epstein y Jeffrey Friedman rodaron el documental Párrafo 175 en el que aseguraron que el testimonio de algunos de los prisioneros quedará para la posteridad. 

### Símbolo de los derechos de los homosexuales

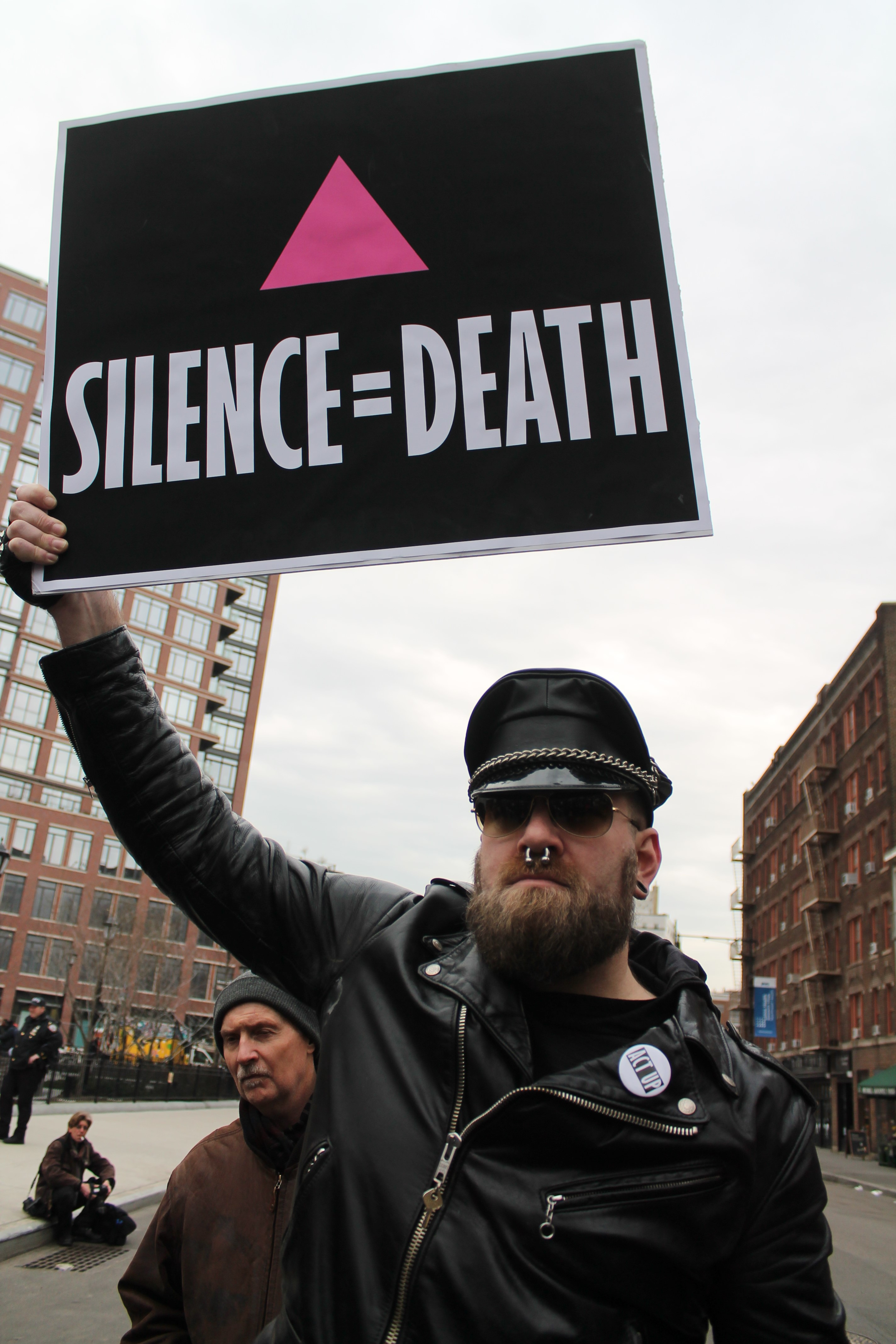
Un miembro de ACT UP muestra el letrero de protesta de la organización con un triángulo rosa invertido hacia arriba y la frase «Silencio = Muerte».

En la década de 1970, los activistas de la liberación gay europeos y norteamericanos recientemente activos comenzaron a usar el triángulo rosa para crear conciencia sobre su uso en la Alemania nazi. En 1972, Heinz Heger escribió Los hombres del triángulo rosa, las memorias de Josef Kohout, un sobreviviente de los campos de concentración, lo que atrajeron una mayor atención pública. En respuesta, el grupo alemán de liberación gay Homosexuelle Aktion Westberlin hizo un llamamiento en 1973 para que los hombres homosexuales lo usen como un monumento a las víctimas pasadas y protesten por la discriminación continua.
En la película de 1975 The Rocky Horror Picture Show, el personaje bisexual y travesti Dr. Frank N. Furter lleva una insignia triangular rosa en uno de sus conjuntos. En 1976, Peter Recht, Detlef Stoffel y Christiane Schmerl hicieron el documental alemán Rosa Winkel? Das ist doch schon lange vorbei... (¿Triángulo rosa? Eso fue hace mucho tiempo ... ). Publicaciones como Gay Sunshine de San Francisco y The Body Politic de Toronto promovieron el triángulo rosa como un memorial a aquellos que habían sido perseguidos. 
En la década de 1980, el triángulo rosa se usaba cada vez más no solo como un recuerdo sino también como un símbolo positivo de identidad propia y comunitaria. Comúnmente representaba la identidad gay y lésbica, y se incorporó a los logotipos de tales organizaciones y empresas. También fue utilizado por individuos, a veces de manera discreta o ambigua, como un código "interno" desconocido para el público en general. El logotipo de la Marcha de 1987 por los Derechos de las Lesbianas y Gays en Washington fue una silueta de la Cúpula del Capitolio de los Estados Unidos superpuesta sobre un triángulo rosa.
Tomando un tono más militante, ACT UP (Coalición contra el SIDA para la liberación del poder) fue formada por seis activistas homosexuales en la ciudad de Nueva York en 1987, y para llamar la atención sobre el impacto desproporcionado de la enfermedad en los hombres homosexuales y bisexuales, y el aparente papel "genocida" de la homofobia en la desaceleración del progreso en la investigación médica, adoptó un triángulo rosa apuntando hacia arriba en un campo negro junto con el eslogan "SILENCIO = MUERTE" como su logotipo. Algunos usan el triángulo en esta orientación como una "inversión" específica de su uso por los nazis. The Pink Panthers (Movimiento de las Panteras Rosadas) en Denver, Colorado, adoptó un triángulo rosa con el logotipo estampado de la pantera con garras, adaptado de la Patrulla original de las Panteras Rosadas en la ciudad de Nueva York.   

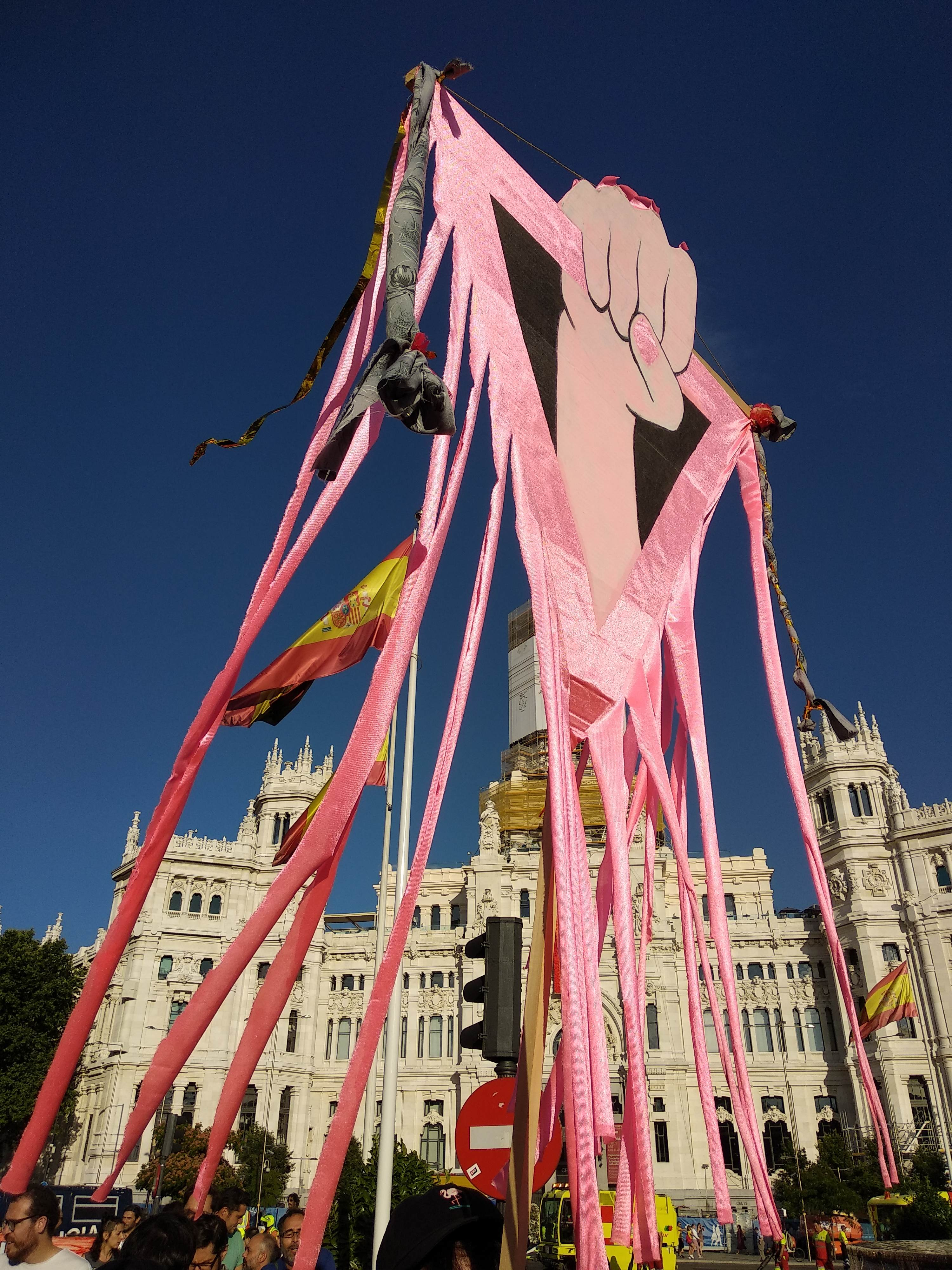
Pancarta en forma de triángulo rosa con puño en alto delante del Palacio de Cibeles, durante la manifestación del Orgullo Crítico 2018 de Madrid.

En la década de 1990, un triángulo rosa encerrado en un círculo verde se usó comúnmente como un símbolo que identifica "espacios seguros" para las personas LGBTQ en el trabajo o en la escuela.
El triángulo rosa sirvió de base para los "biángulos", un símbolo de identidad bisexual que consiste en triángulos rosados y azules superpuestos en un área de lavanda o púrpura. El rosa y el azul simbolizan la homosexualidad y la heterosexualidad, o el género femenino y masculino, lo que refleja la atracción de los bisexuales hacia ambos.

## Monumentos y memoriales
El símbolo del triángulo rosa ha sido incluido en numerosos monumentos públicos y memoriales. En 1995, después de una década de hacer campaña por ello, se instaló una placa triangular rosa en el Museo Conmemorativo de Dachau para conmemorar el sufrimiento de los gays y las lesbianas. En 2015 se incorporó un triángulo rosa al Legacy Walk de Chicago. También es la base del diseño del Homomonument en Ámsterdam y del Monumento en memoria del Holocausto Gay y Lésbico en Sídney. En San Francisco, inspiró tanto el Pink Triangle Park en Castro como el Triángulo rosa en Twin Peaks que se muestra todos los años durante el fin de semana del Orgullo. También es la base de los monumentos LGBTQ en Barcelona y Montevideo, la Escultura al colectivo homosexual de Sitges y el componente funerario del Monumento LGBTQ Pink Dolphin en Galveston. 

Hasta 1985 hubo una prohibición no oficial de colocar coronas de triángulos rosas en el monumento a los caídos del Reino Unido, el Cenotafio, y esas coronas eran retiradas tan pronto como fueran encontradas por los funcionarios. 

Ejemplos de memoriales que usan el triángulo rosa
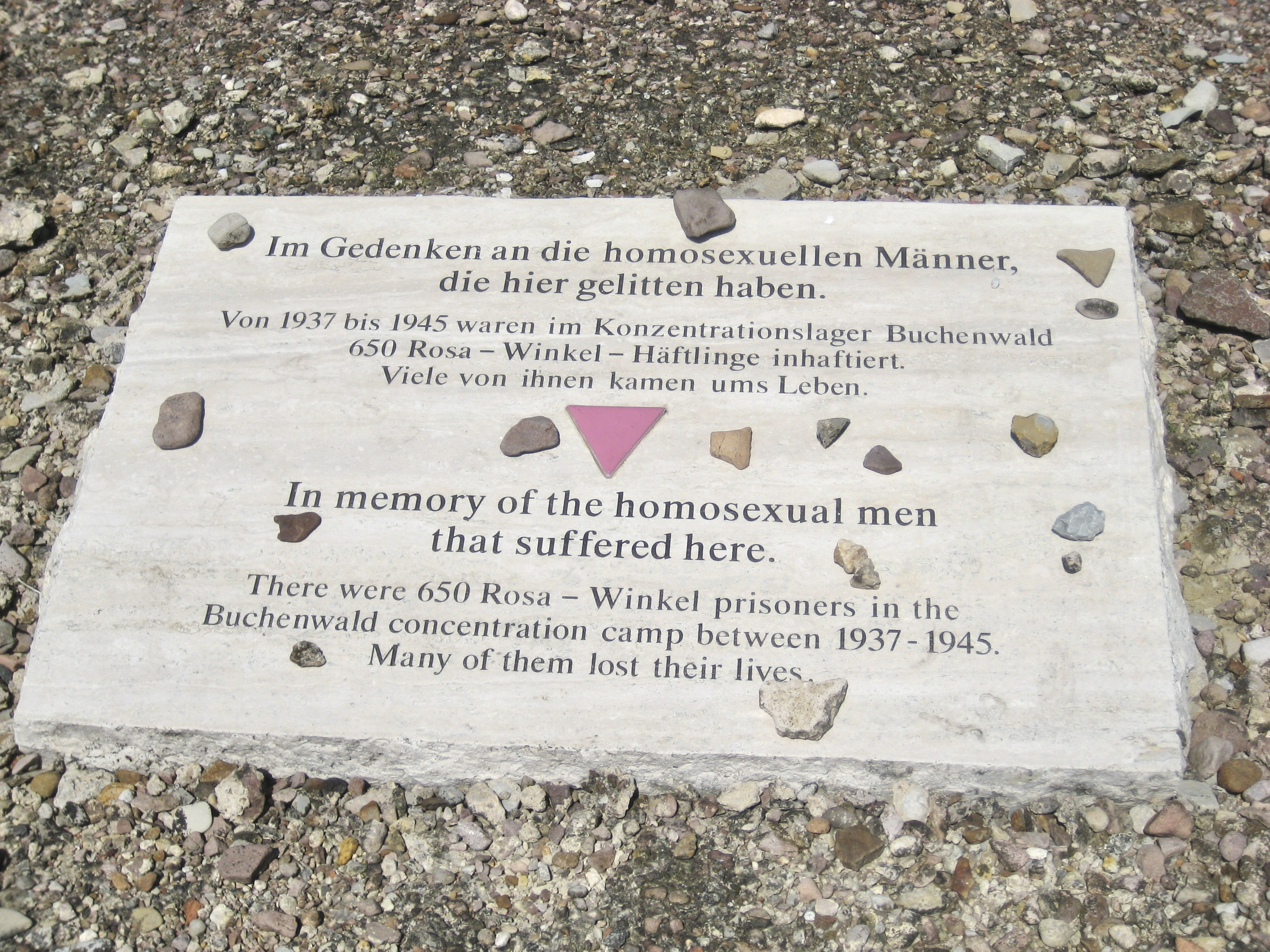
Triángulo rosa (Rosa Winkel en alemán) memorial para los hombres homosexuales asesinados en Buchenwald.
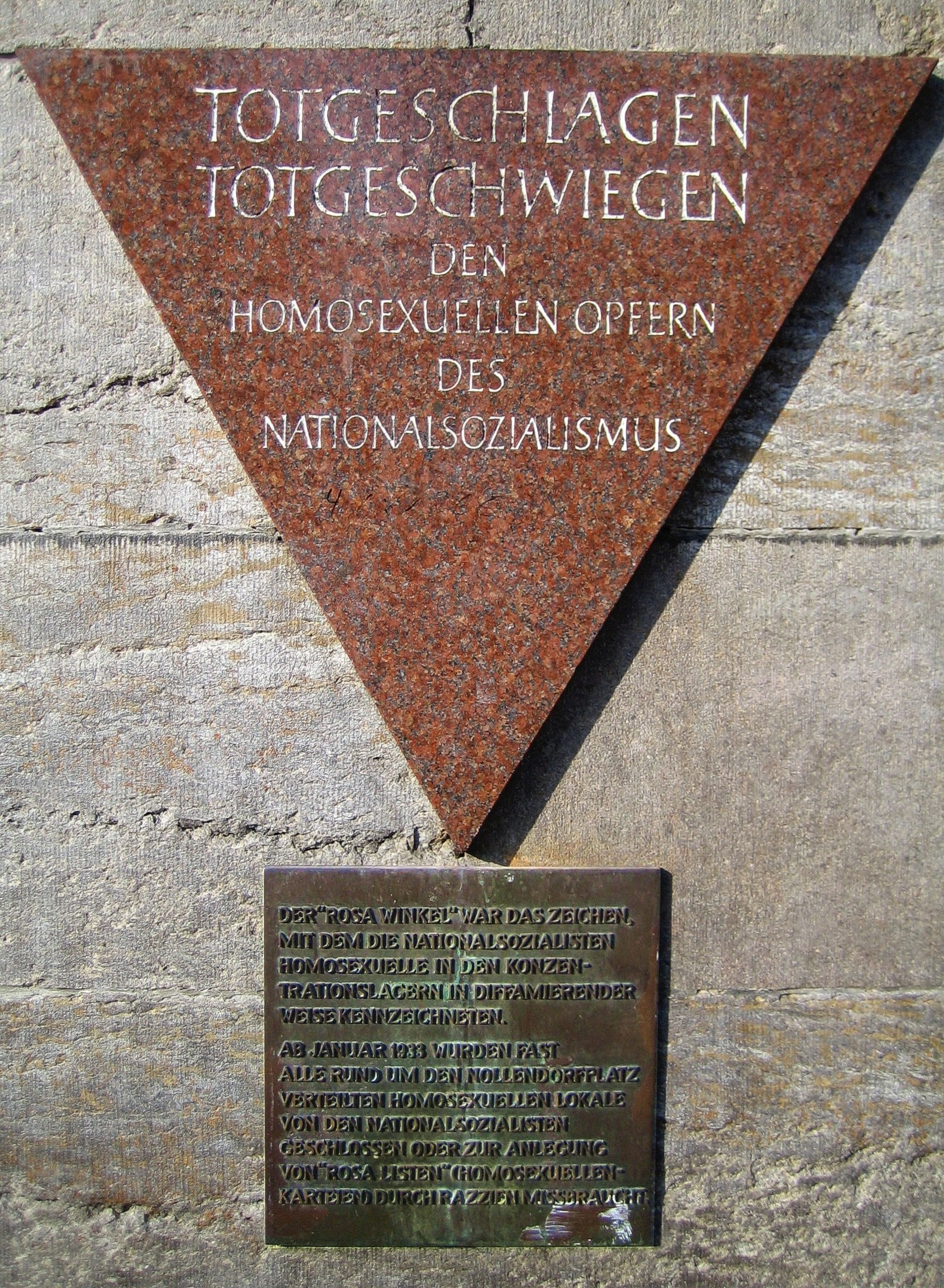
En la estación de metro Nollendorfplatz de Berlín, una placa triangular rosa honra a las víctimas homosexuales.
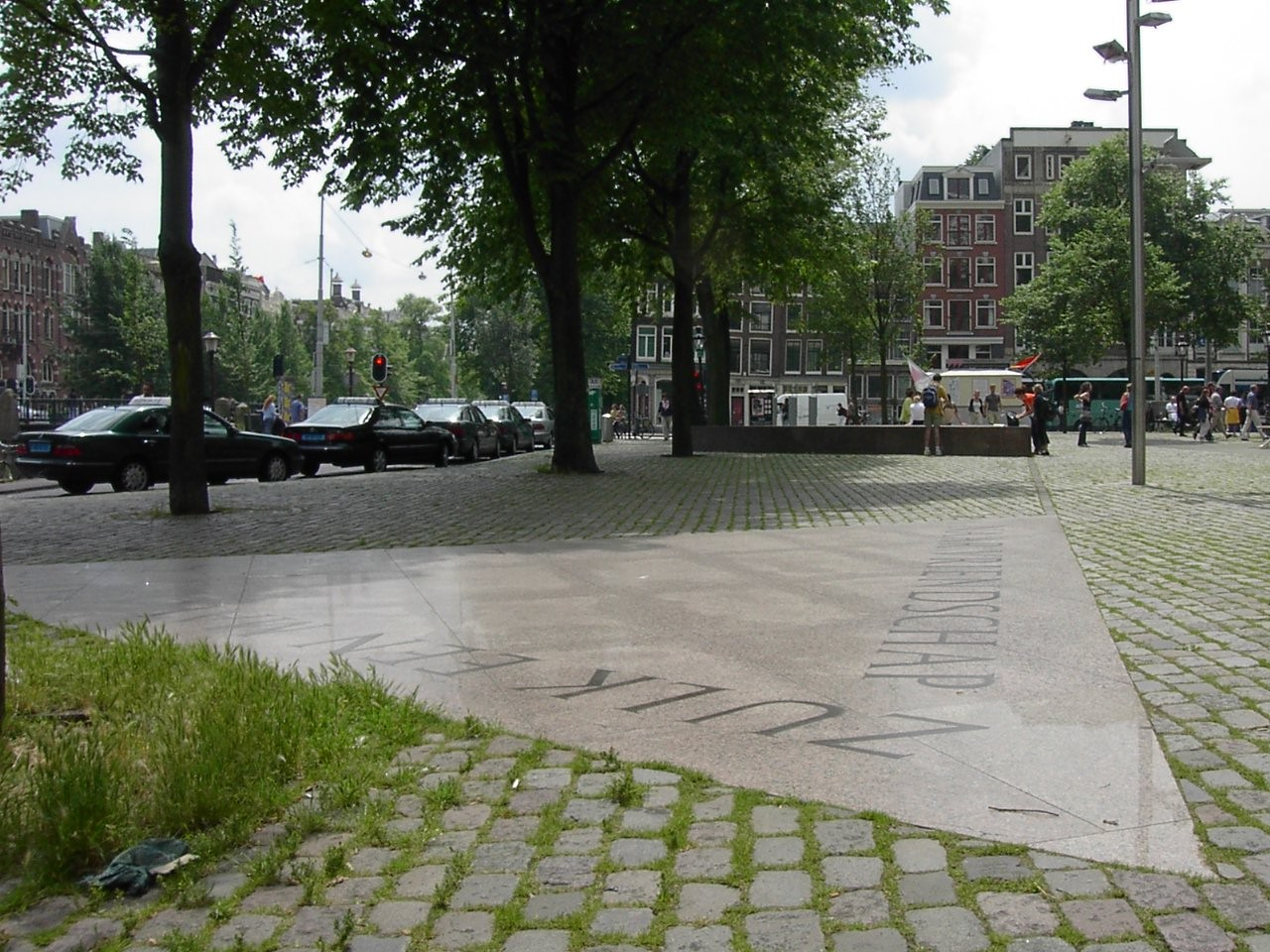
El Homomonument de Ámsterdam usa triángulos rosados simbólicamente para conmemorar a los hombres homosexuales asesinados en el Holocausto (y también a las víctimas de la violencia anti-gay en general).
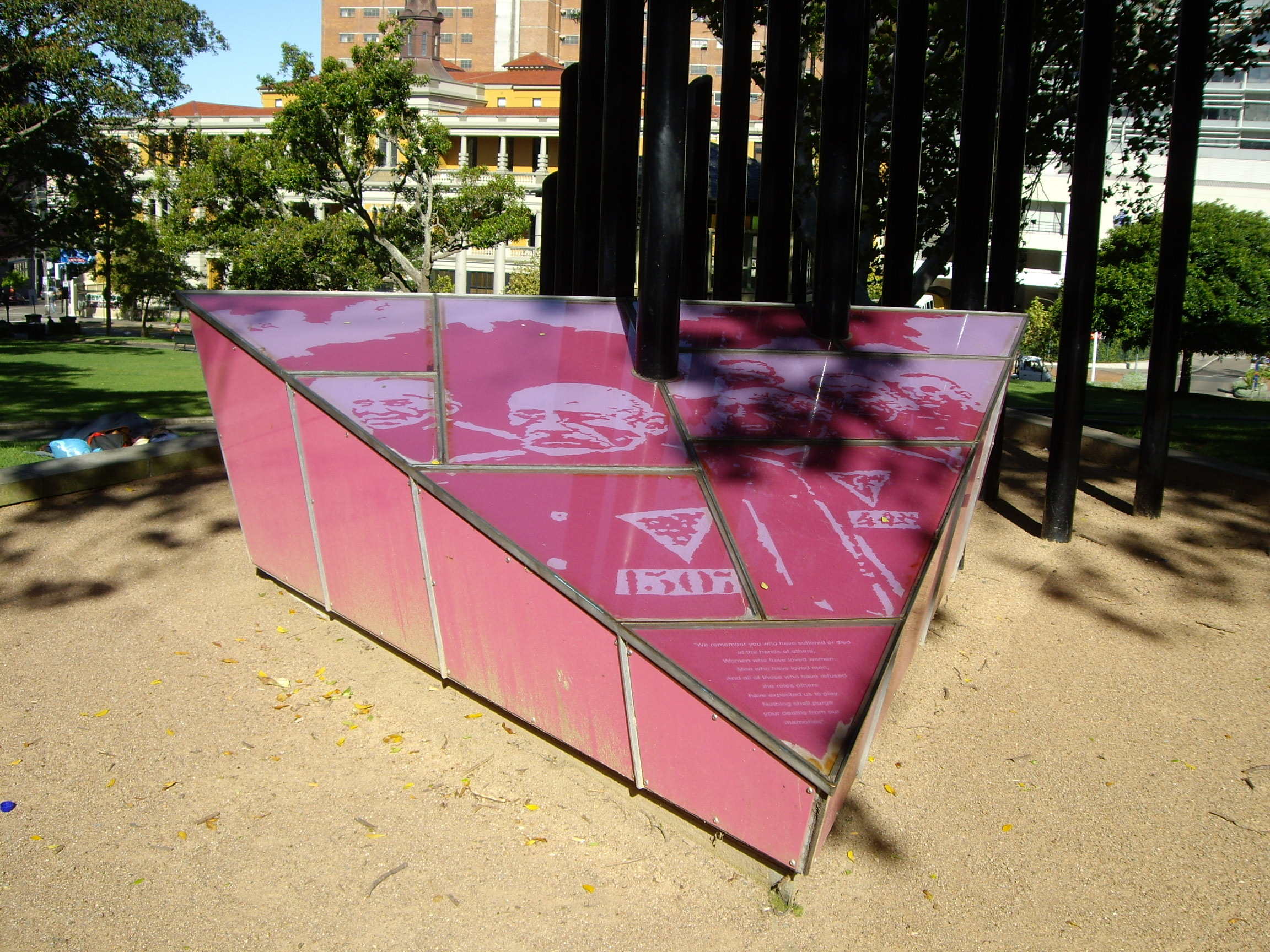
Monumento en memoria del holocausto de gais y lesbianas (Sídney)
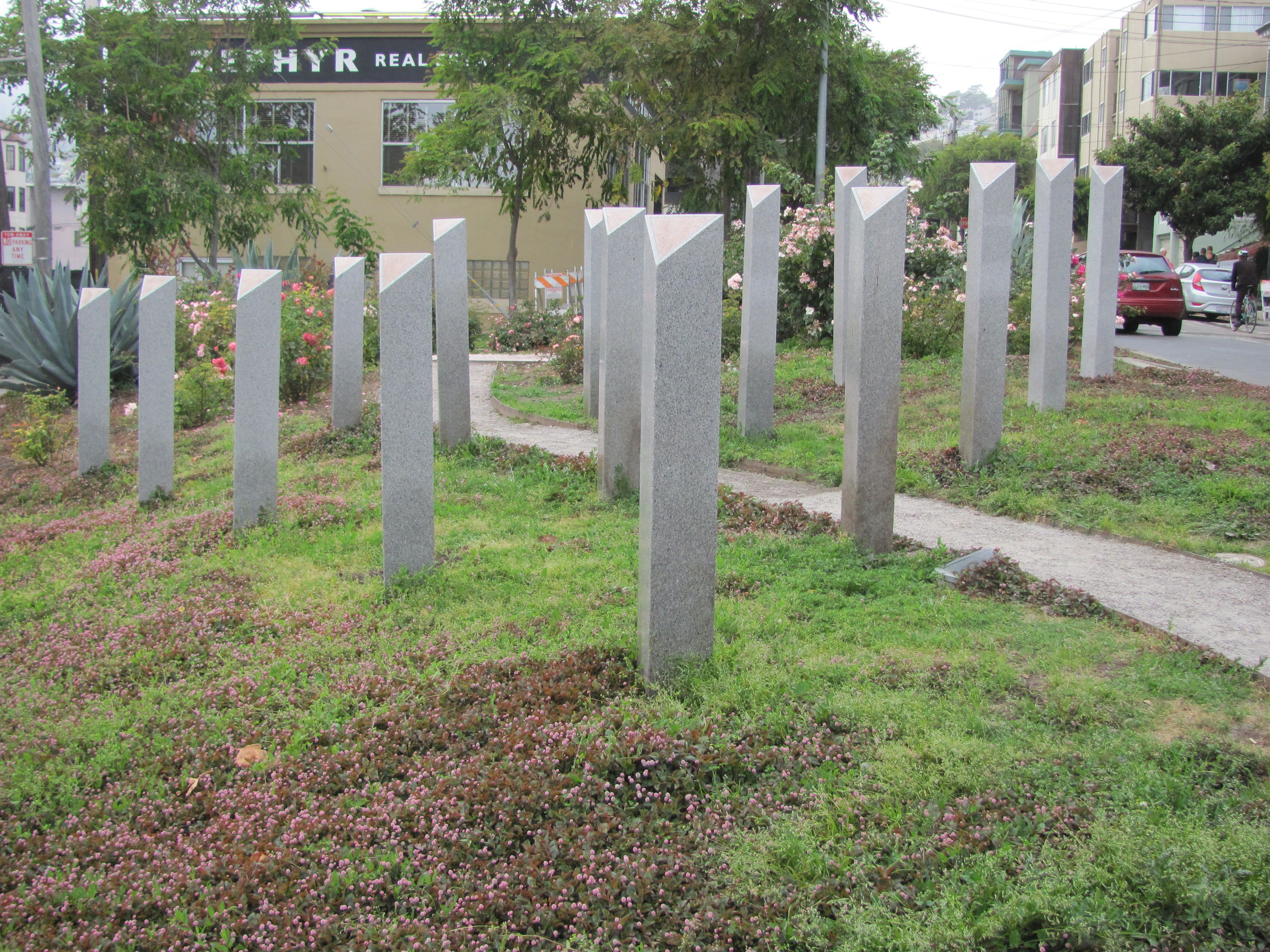
Parque del Triángulo Rosa en el Distrito Castro de San Francisco rinde homenaje a las víctimas del holocausto LGBT.
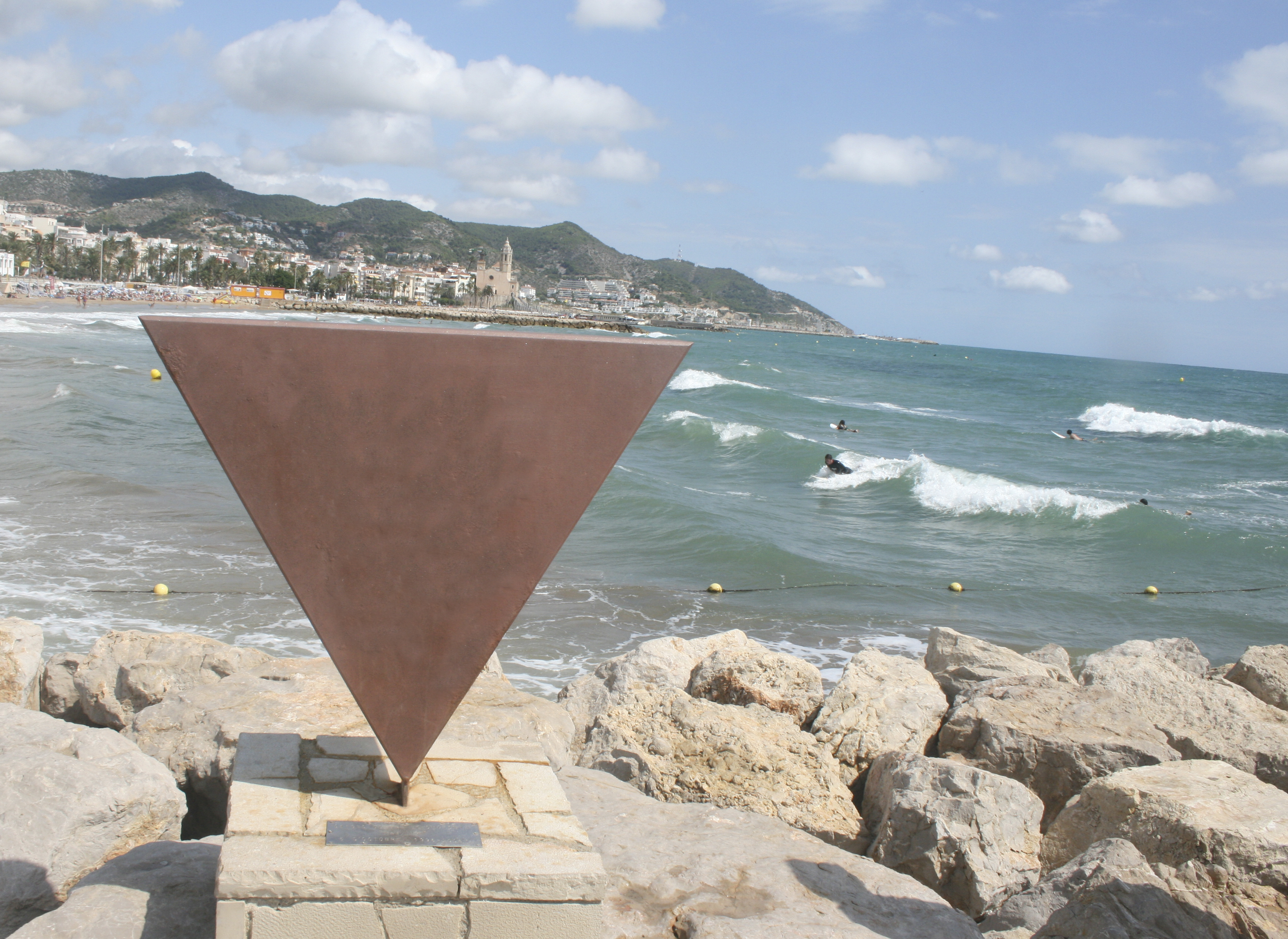
Triángulo rosa como símbolo contra la homofobia, Escultura al colectivo homosexual inaugurada en 2006 en Sitges. Inicialmente, la escultura estaba cubierta de pintura rosa.

## Otras lecturas
- Beck, Gad (1999). An underground life : memoirs of a gay Jew in Nazi Berlin (en inglés). The University of Wisconsin Press. ISBN 0299165000. OCLC 41308618.
- Fridgen, Michael (2014). The iron words (en inglés). ISBN 9780615992693. OCLC 927176874.
- Seel, Pierre (1997). Liberation was for others : memoirs of a gay survivor of the Nazi Holocaust (en inglés) (1ra. edición). Da Capo Press. ISBN 0306807564. OCLC 35657986.
- Seel, Pierre; Bitoux, Jean Le (2001). Pierre Seel. Deportado homosexual. Edicions Bellaterra. ISBN 9788472901674.